# Edmund Muskie
Edmund Sixtus "Ed" Muskie (28 tháng 3 năm 1914 – 26 tháng 3 năm 1996) là một nhà chính trị thuộc Đảng Dân chủ Mỹ đến từ Maine. Ông đã đảm nhận các chức: Thống đốc Maine, Thượng nghị sĩ, Bộ trưởng Ngoại giao Hoa Kỳ, và đã làm ứng cử viên chức Phó tổng thống Hoa Kỳ.
Cho đến nay, Muskie vẫn là người Mỹ gốc Ba Lan giữ chức vụ cao nhất ở Hoa Kỳ và là người Mỹ gốc Ba Lan duy nhất được một đảng lớn chỉ định làm ứng cử viên Phó tổng thống.

## Thời trẻ
Muskie sinh ra tại Rumford, Maine. Cha ông, Stephen Marciszewski, là một thợ may di cư từ Ba Lan và sau đó đổi họ thành "Muskie" vì người Mỹ khó phát âm học của ông. Mẹ ông, Josephine Muskie, sinh ra tại Buffalo, New York trong gia đình người Ba Lan di cư. Cha mẹ ông theo Công giáo La Mã, và có với nhau 7 mặt con nhưng chỉ có 6 sống sót.
Muskie học tại Bates College ở Lewiston, Maine, nơi ông theo học lịch sử và chính quyền. Trong khi ở Bates, Muskie là một thành viên của một đội tranh luận thành công, dã tham gia nhiều môn thể thao và đã được bầu vào chính phủ sinh viên. Ông cũng đi làm bồi bàn lúc đang học và trong những mùa Hè tại một khách sạn ở Kennebunk, Maine để kiếm tiền ăn học. Ông tốt nghiệp tại Bates năm 1936 và tốt nghiệp Trường Luật Đại học Cornell năm 1939.
Trong thời kỳ Chiến tranh thế giới thứ hai, Muskie phục vụ trong Hải quân Hoa Kỳ, lên đến hàm đại úy hải quân. Sau chiến tranh, ông đã mở một văn phòng luật ở Waterville, Maine và cưới Jane Gray.